# Noteriades bicornutus
Noteriades bicornutus is een vliesvleugelig insect uit de familie Megachilidae. De wetenschappelijke naam van de soort is voor het eerst geldig gepubliceerd in 1904 door Friese.
De soort komt voor in het zuiden van Afrika.